# Pirátská strana (Francie)
Pirátská strana (francouzsky Parti pirate) je politická strana ve Francii založená na vzoru švédské pirátské strany. Strana navrhuje reformu autorského práva, volný přístup k vědeckým poznatkům a ochranu svobody jednotlivce. Stejně jako i jiné pirátské strany po je přidružena k Pirátské internacionále a Evropské Pirátské straně, přičemž Florie Marie se v listopadu 2020 stala její místopředsedkyní. Mládežnická organizace se jmenuje Mladí Pirátské strany – (Parti Pirates Jeunes – PPJ).